# Glockengießerei Rosenlächer

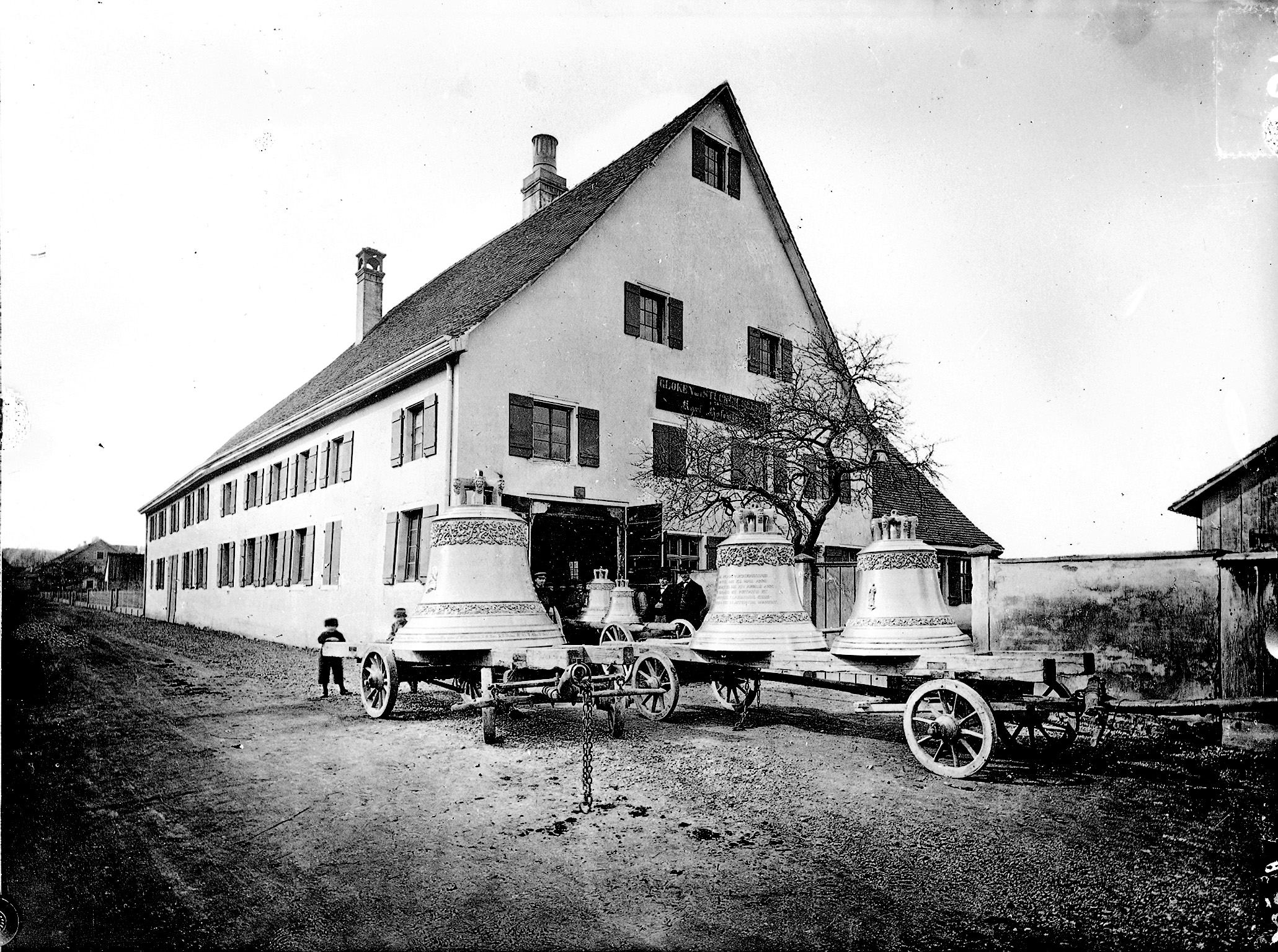
Glockengießerei Rosenlächer, Foto: Eugen Wolf (um 1899)

Die Glockengießerei Rosenlächer (bis 1804: Rosenlecher oder Rosenlechler) war eine traditionsreiche  Glockengießerei in Konstanz, die zahlreiche Glocken für bedeutende Kirchen gegossen hat. Sie stellte unter anderem das Festgeläut für das Freiburger Münster aus dem Jahre 1843 her, das bis 1959 im Münster läutete.

## Geschichte

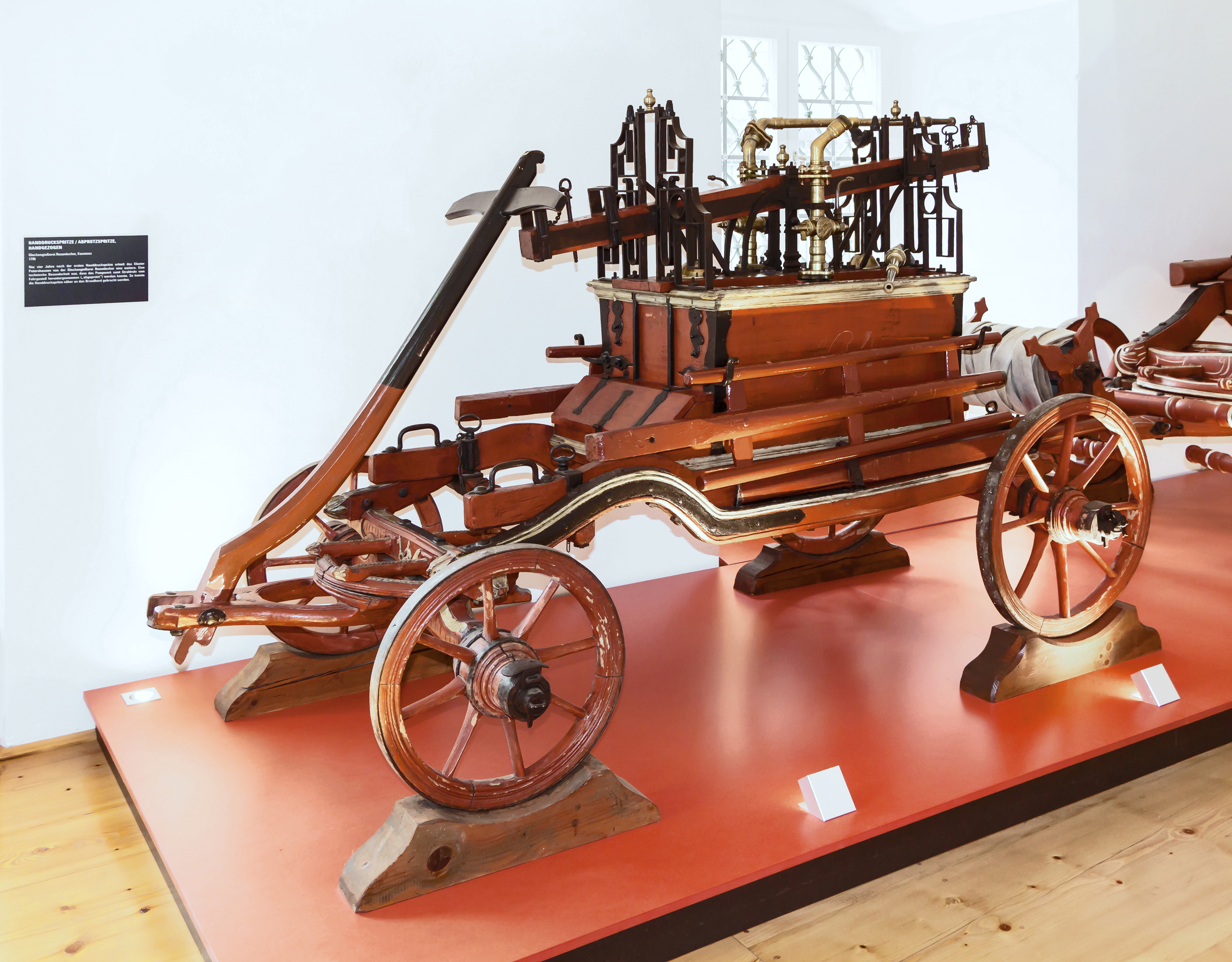
Handgezogene Handdruckspritze von Rosenlächer (1796)

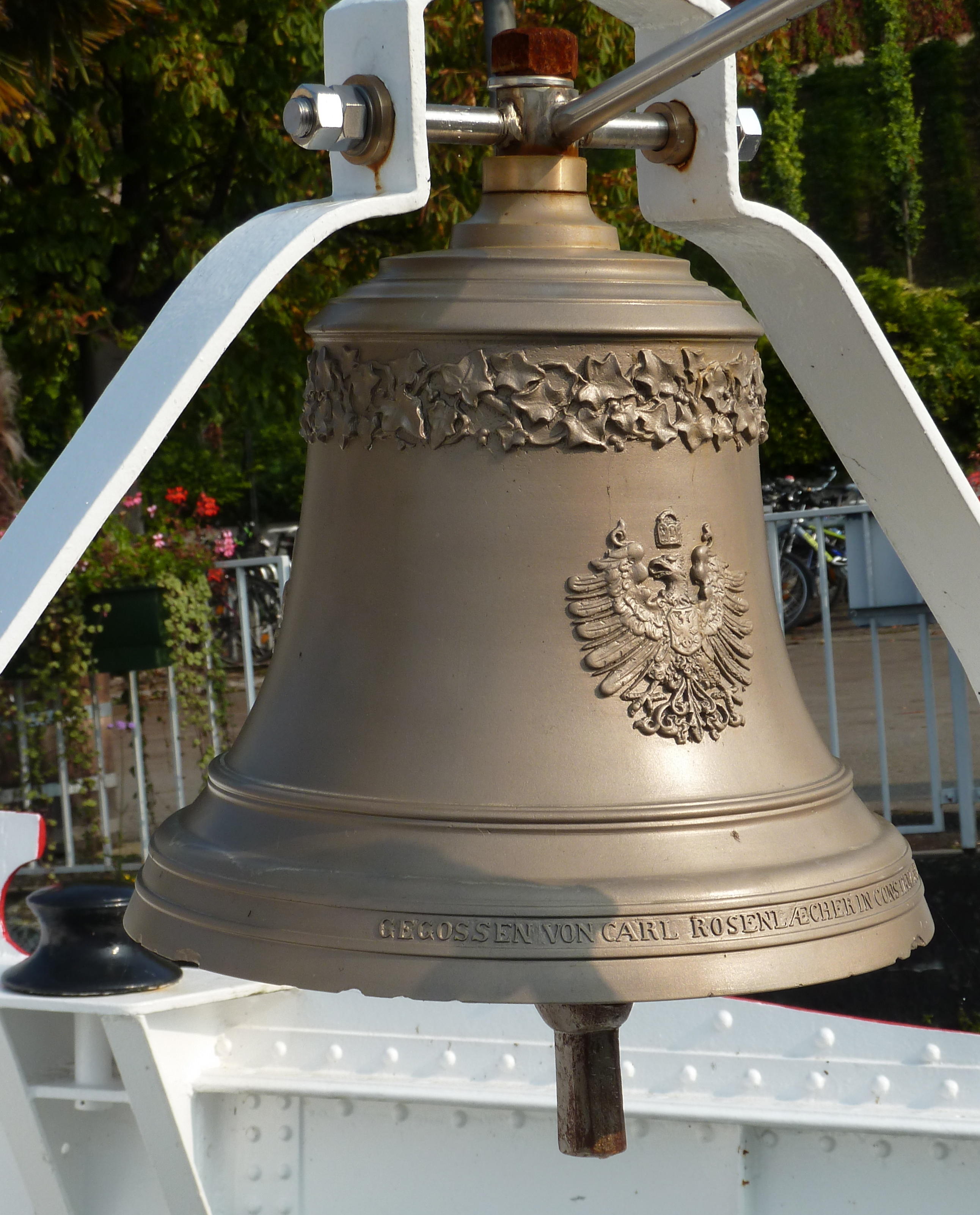
Glocke von Carl Rosenlächer für das Dampfschiff Kaiser Wilhelm, heute auf dem Motorschiff Karlsruhe

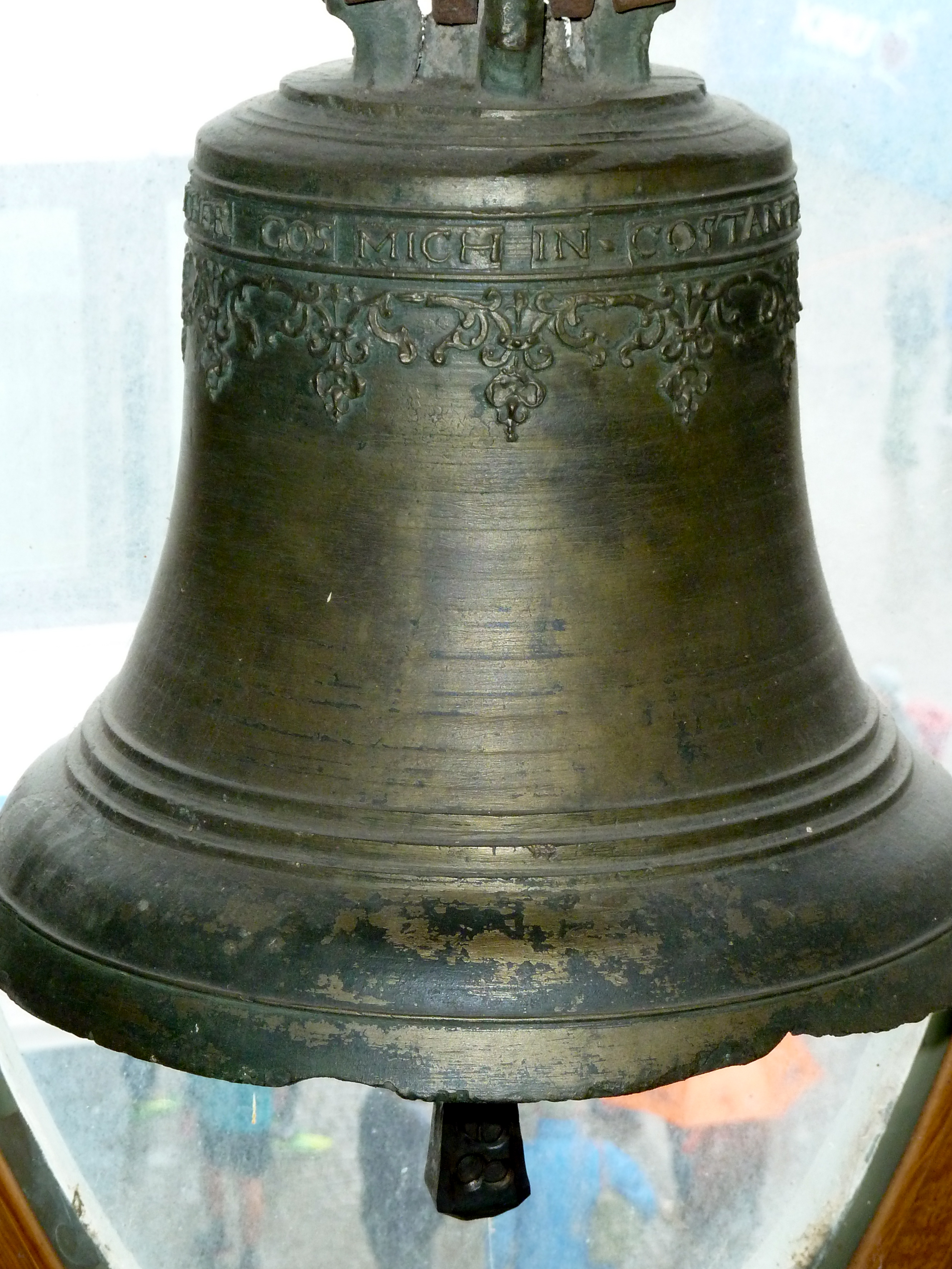
Die Marktglocke der Greth in Überlingen von 1655 ist im Kino zu sehen

Das Glockengießergeschlecht der Rosenlächer währte sieben Generationen 250 Jahre lang und wurde um 1650 von dem aus Meißen stammenden Johann Leonhard Rosenlecher I (1602–1673) mit dem Lehen des Konstanzer Gießhauses gegründet.  Es wurde erfolgreich von drei Nachkommen gleichen Namens und ebenfalls Beisäß in der Stadt, weitergeführt. Das Gießhaus der Rosenlächers in Konstanz befand sich Im Hirschgraben 282 (heute: Obere Laube 40–42). Es stammte aus dem Jahre 1599 und wurde 1769 an den Gießer Leonhard Rosenlächer III zu einem Preis von 400 fl. verkauft. Dieser Verkauf erfolgte unter dem Vorbehalt, dass das Gießhaus auf ewige Zeiten erhalten bleibe und die Stadt das Recht habe, dort ihre Kanonen gießen zu lassen. In dieser Glockengießerei wurden aber nicht nur Glocken und Kriegsgerät hergestellt, sondern auch Feuerspritzen. So beschaffte die Feuerwehr Emmingen 1780 eine Feuerspritze, eine weitere ging um 1792 ans Kloster Petershausen.
Es folgten drei weitere Nachkommen, von denen Carl Leonhard (1802–1860) am bekanntesten ist: Er goss über 700 Glocken. Sein Sohn Karl David Josef (1835–1901) hatte große wirtschaftliche Probleme, erblindete zudem und übergab 1883 die Gießerei seinem Bruder Josef Alexander. Im Jahre 1900 wurde sie geschlossen und 1905 abgerissen.

## Werke
- Das große Festgeläut des Freiburger Münsters in den Tönen b°, d’, f’, fis’, a’, b’, cis’’, d’’, f’’ und b’’, allerdings ohne die in es1 gestimmte Hosanna, die von einem unbekannten Meister am 18. Juli 1258 gegossen wurde. Es waren 8 Glocken, welche aus dem Material von 7 älteren Glocken (Predigtglocke von 1281, Betzeitglocke von 1300, Stunden- oder Uhrenglocke von 1363, 1481, Vigil- oder Bruderschaftsglocke von 1570, Scheid oder Totenglocke von 1735, Zinsglocke von 1773) von Carl Rosenlächer gegossen wurden. Die sechs größeren wurden 1841 und 1842 von der Münsterfabrik für 15793 Gulden angeschafft. Die beiden kleinsten Glocken namens Konrad und Michael wurden 1843 gegossen und von Privatleuten gespendet.[6][7]
- Die drei Glocken der Kirche St. Agatha in Horben. Die St. Agatha mit 440 kg und mit dem Ton b, die Christus mit 118 kg mit dem Ton f gestimmt und die kleinste Glocke mit 57 kg und dem Ton h wurden am 18. Oktober 1864 geliefert.[8]
- Die größte Glocke des Geläuts der altkatholischen Christuskirche in Konstanz ist von Johann Leonhard Rosenlächer.
- Die Karlsruher St. Stephanskirche  ist eine der wenigen Kirchen, die eine Weihnachtsglocke besitzt. Diese wurde 1866 von Karl Rosenlächer gegossen. Die Glocke heißt „Ludwigsglocke“ und erklingt mit dem Ton b0. Sie trägt die Inschrift „Durch Carlsruhe’s Liebe neu gegossen“ und eine Stallszene mit Maria, Josef und dem Jesuskind.
- Vier Glocken der reformierten Kirche in Stäfa im Kanton Zürich. Die Glocken mit folgenden Grundtönen b° mit 2600 kg, d’ die Betzeitglocke mit 1300 kg, f' die Vesperglocke mit 750 kg und b’ mit 300 kg aus dem Jahre 1837 von den Gießern Carl I. L. Rosenlächer und Joseph M. F. Dieses Geläut war eines der ersten großen Geläute der Gießerei in der Schweiz.[9]
- Das dreistimmige Geläut der Bühlkirche in Weesen (Schweiz) aus dem Jahre 1860 mit den Tönen g’, h’, dis’’. Die drei Glocken wiegen 715 kg, 354 kg und 203 kg. Dasselbe Geläut aus dem Jahre 1859 klingt in Mühlehorn, beide sind von Carl Rosenlächer.
- St. Gallen, reformierte Stadtkirche St. Laurenzen, 1852, Ton g, 5900 kg von Carl Rosenlächer
- Apollonia, aus dem Jahre 1875 und mit einem Gewicht von 347 kg, steht im Glockenmuseum in Herrenberg.
- Kloster Fischingen[10]
  - 1750, h', 350 kg, Pestglocke von Johann Leonhard III. Rosenlächer, Konstanz
  - 1780, d", 200 kg, Liebfrauen- oder Allerheiligenglocke von Johann Leonhard IV. Rosenlächer
  - 1817, fis', 800 kg, St.-Nepomuk-Glocke von Joseph M. F. Rosenlächer
  - 1844, fis", 100 kg, Unwetterglocke von Carl Leonhard Rosenlächer
- Alte Glocke der Kirche St. Oswald und St. Otmar in Frenkenbach mit der Inschrift: Leonhart Rosenlecher gos mich in Constantz anno 1677. Sie wurde im Zweiten Weltkrieg einschmolzen.[11]
- Schiffsglocken für Bodenseeschiffe (Auswahl) und sonstige Zwecke
  - 1858: Glocke des badischen Raddampfers Stadt Konstanz (1858 bis 1928, ab 1897 Mainau).[12]
  - 1871: Glocke des ersten Salondampfschiffs Kaiser Wilhelm, gegossen 1871 von Carl Rosenlächer. Sie ist seit 1949 auf dem Motorschiff Karlsruhe.
  - 1895: Glocke des Raddampfers Stadt Ueberlingen, die anschließend von drei weiteren Schiffen mit dem Namen (Stadt) Überlingen verwendet wurde. Seit 2010 ist sie im Schiffsinneren der Überlingen ausgestellt.[13]
  - 1655: Die Marktglocke in der Greth in Überlingen ist eine der ältesten Rosenlecher-Glocken. Sie hat die Inschrift Leonhart Rosenlecher gos mich in Costantz anno 1655.[14]